# Associação Nacional para o Software Livre
A Associação Nacional para o Software Livre (ANSOL) é uma associação portuguesa criada em 12 de outubro de 2001 que visa a promoção, exploração, desenvolvimento e defesa legal do software livre. É também um centro de informação competente para políticos, advogados e jornalistas, para garantir o futuro legal, político e social do Software Livre.

## História
A associação foi oficialmente anunciada, em 2001, durante a segunda edição do Porto Cidade Tecnológica, que fazia parte da programação do Porto Capital Europeia da Cultura.
Entre as suas primeiras actividades encontra-se a organização de uma palestra na Faculdade de Engenharia da Universidade do Porto,  com Richard Stallman que criou o movimento do software livre ao fundar, em 1983, a Free Software Foundation.
Para além de defender publicamente a utilização de softwares como o linux, e o copyleft, a associação dedicou-se a acompanhar e a defender a utilização software livre pelos serviços públicos portugueses, nomeadamente hospitais e escolas.

## Acções em defesa legal do software livre
Desde a sua constituição em 2001, a associação tem participado em várias acções que visam a defesa legal e promoção do software livre, quer junto do público geral quer junto das entidades governamentais, colaborando nesse sentido com várias associações com objectivos semelhantes.
Foi uma das entidades ouvidas pelo grupo de trabalho responsável pela criação da que ficou conhecida como Lei das Normas Abertas, aprovada por unanimidade em 2011 pelo governo português e que determina que a administração pública deve ser adoptar normas abertas nos sistemas informáticos. 10 anos depois a associação criou e tornou pública uma lista onde reuniu todos os organismos que não cumprem a lei.
A ANSOL colaborou também na campanha promovida pela Free Software Foundation Europe, que conseguiu fazer com que a publicidade a software proprietário fosse retirada de mais de 1000 sites públicos a nível internacional em 2015, 6 anos após o seu inicio.

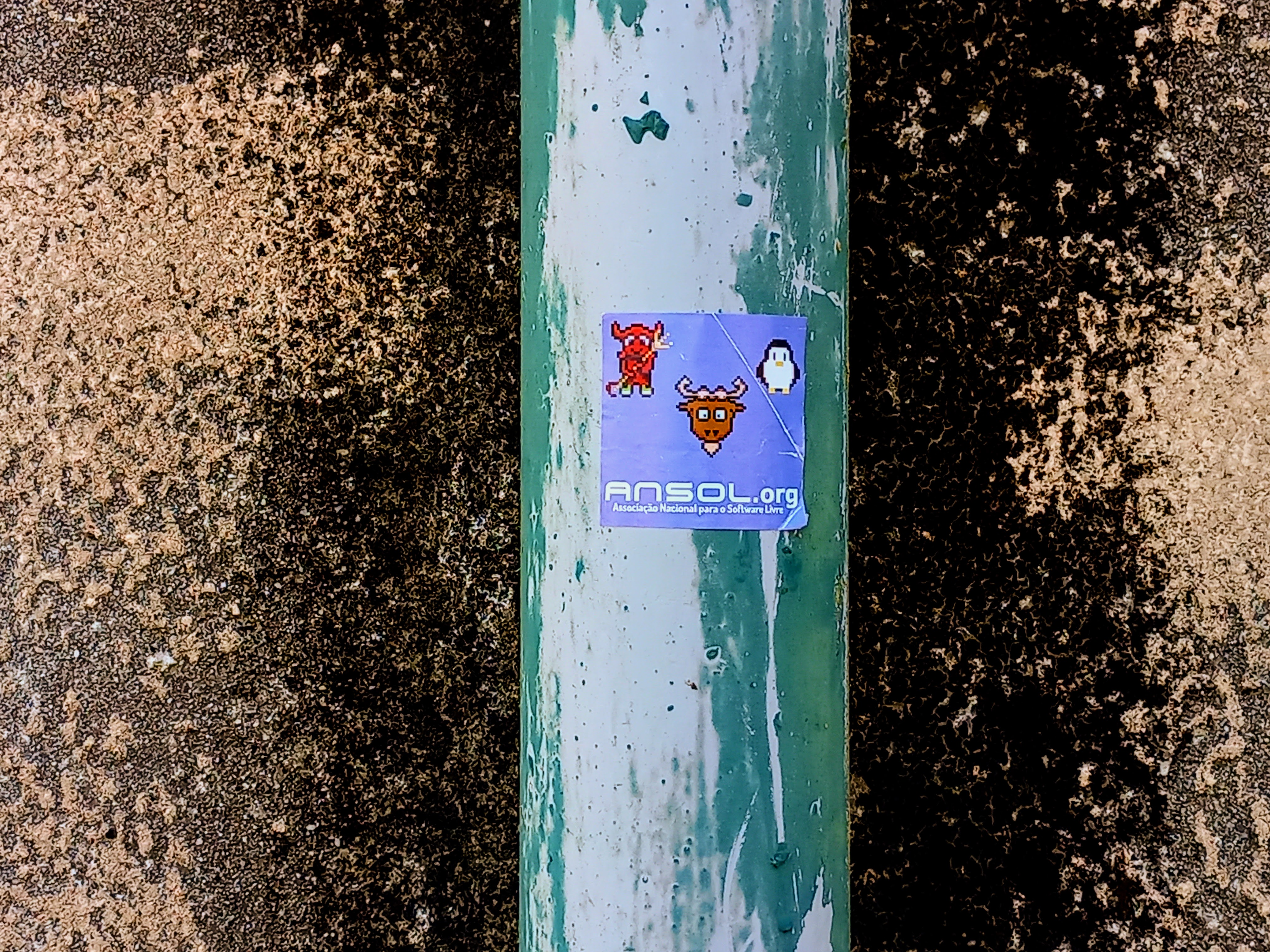
Autocolante da ANSOL encontrado na FCSH, em Lisboa durante a WikiCon Portugal 2023.

No ano seguinte, em 2016, manifestou-se junto com a Associação Ensino Livre (AEL) contra o uso de DRM como Encrypted Media Extensions no formato HTML. A ANSOL é uma da entidades que emitiram pareceres sobre o projecto da Lei que corrigiu o DRM, discutido pelo parlamento nesse ano. Já em 2013, ambas tinham ouvidas pelo parlamento português numa audiência em que foi apreciado o Projecto de Lei n.º 406/XII/2.ª, proposto pelo Bloco de Esquerda.
Em 2017, colaborou com a Associação D3 – Defesa dos Direitos Digitais e a Associação Ensino Livre, redacção da carta aberta enviada ao governo português, na qual é solicitada a regulamentação de uma lei que imponha a utilização de software gratuito em todos os serviços sob a alçada do estado. Em 2012, a ANSOL já apoiara um projecto lei proposto pelo Bloco de Esquerda que tinha intenção de implementar o que é defendido na carta que foi rejeitado.
Segue-se, em 2018, a assinatura da carta aberta dirigida ao parlamento europeu, contra o artigo 13. Esta foi assinada por mais de 50 organizações não governamentais defensoras do software livre e dos direitos humanos, entre as quais a ANSOL, por violar o direito de liberdade de expressão dos cidadãos da Comunidade Europeia.
Perante a possibilidade de aquisição do domínio .ORG ,pela empresa privada Ethos Capital em 2019, assina ao lado de outras organizações não governamentais, a carta redigida pela Electronic Frontier Foundation dirigida à Internet Society a detentora do domínio, solicitando que impedisse esta venda, o que acabou por não acontecer por decisão da ICANN (Internet Corporation for Assigned Names and Numbers).
Em 2021, assina mais uma carta aberta dirigida à Presidência da União Europeia, após esta anunciar a pretensão de regulamentar a utilização de criptografia em comunicações digitais. A ANSOL tal como as restantes entidades que assinaram a carta nomeadamente: o Capítulo Português da Internet Society, a Associação Para o Desenvolvimento da Sociedade da Informação, a Associação Portuguesa de Bibliotecários, Arquivistas, Profissionais da Informação e Documentação, a  Associação de Estudos Comunicação e Jornalismo e a Associação D3 – Defesa dos Direitos Digitais, defendem na carta a liberdade de utilização de criptografia segura.  

## Outras actividades
Co-organiza, em 2018, a Festa do Software Livre, na qual participam vários representantes da comunidade portuguesa do Software Livre, entre eles, a Wikimedia Portugal.
Ao se dar a pandemia Covid-19, a ANSOL juntou-se à Comunidade Ubuntu Portugal e juntos criaram uma lista plataformas colaborativas gratuitas e de software livre, que podem ser usadas por todos e especificamente por alunos e professores.
A ANSOL foi uma das vozes que em 2020 criticou a aplicação Stay Away Covid criada pelo estado português, com uma forma de controlar a progressão da pandemia em Portugal. A associação alertou para o facto de que o código das aplicações disponibilizadas pela Apple e pela Google não ser livre o que poderia causar problemas à intenção do INESC TEC de divulgar o código fonte utilizado na sua construção.